# Ɨ̨́
Cette page contient des caractères spéciaux ou non latins. S’ils s’affichent mal (▯, ?, etc.), consultez la page d’aide Unicode.
Ɨ̨́ (minuscule : ɨ̨́), appelé I barré accent aigu ogonek, est un graphème utilisé dans certaines transcriptions phonétiques, notamment dans la transcription du towa. Il s’agit de la lettre I diacritée d’une barre inscrite, d’un accent aigu et d'une ogonek.

## Utilisation
En towa, certains auteurs utilisent ‹ ɨ̨́ › pour noter un ‹ ɨ › nasalisé avec un ton haut, par exemple dans ˀɨ̨́wá, « tu ».

## Représentations informatiques
Le I barré accent aigu ogonek peut être représenté avec les caractères Unicode suivants :
- décomposé et normalisé NFD (latin étendu B, alphabet phonétique international, diacritiques) :

| formes    | représentations | chaînes de caractères | points de code       | descriptions                                                               |
| --------- | --------------- | --------------------- | -------------------- | -------------------------------------------------------------------------- |
| capitale  | Ɨ̨́               | Ɨ◌̨◌́                   | U+0197 U+0328 U+0301 | lettre majuscule latine i barré diacritique ogonek diacritique accent aigu |
| minuscule | ɨ̨́               | ɨ◌̨◌́                   | U+0268 U+0328 U+0301 | lettre minuscule latine i barré diacritique ogonek diacritique accent aigu |

## Sources
- (en) Yukihiro Yumitani, A Phonology and morphology of Jemez Towa, University of Kansas, 1998